# Xavier Chen
Xavier Chen (Sint-Agatha-Berchem, 5 oktober 1983) is Belgisch-Taiwanese oud-voetballer die bij voorkeur als verdediger speelde. Hij verruilde in januari 2013 KV Mechelen voor Guizhou Renhe.

## Clubvoetbal
Chen is een rechtsback die zijn jeugdopleiding kreeg bij RSC Anderlecht. Vanaf 2003 was hij drie seizoenen lang aangesloten bij KV Kortrijk (in de Belgische tweede klasse. Door zijn prestaties in het seizoen 2006-2007 werd hij opgemerkt door KV Mechelen, dat het seizoen daarna promoveerde naar eerste klasse. In het begin van het seizoen was hij een certitude op de rechtsachter positie, maar bij een ongeluk op een training brak hij zijn scheenbeen én kuitbeen, waardoor hij maanden buiten strijd was.
In 2012 werd hij door de supporters van Malinwa verkozen tot 'meest verdienstelijke speler'.

## Statistieken
| Seizoen         | Club            | Competitie         | Competitie | Competitie | Play-offs | Play-offs | Beker | Beker | Totaal | Totaal |
| Seizoen         | Club            | Competitie         | Wed.       | Dlp.       | Wed.      | Dlp.      | Wed.  | Dlp.  | Wed.   | Dlp.   |
| --------------- | --------------- | ------------------ | ---------- | ---------- | --------- | --------- | ----- | ----- | ------ | ------ |
| 2004-2005       | KV Kortrijk     | Tweede Klasse      | 31         | 0          | nvt       | nvt       | 0     | 0     | 31     | 0      |
| 2005-2006       | KV Kortrijk     | Tweede Klasse      | 21         | 0          | nvt       | nvt       | 0     | 0     | 21     | 0      |
| 2006-2007       | KV Kortrijk     | Tweede Klasse      | 32         | 0          | nvt       | nvt       | 4     | 1     | 36     | 1      |
| 2007-2008       | KV Mechelen     | Jupiler Pro League | 9          | 0          | nvt       | nvt       | 0     | 0     | 9      | 0      |
| 2008-2009       | KV Mechelen     | Jupiler Pro League | 25         | 0          | nvt       | nvt       | 6     | 0     | 31     | 0      |
| 2009-2010       | KV Mechelen     | Jupiler Pro League | 19         | 0          | 4         | 0         | 3     | 0     | 26     | 0      |
| 2010-2011       | KV Mechelen     | Jupiler Pro League | 28         | 0          | 6         | 0         | 4     | 0     | 38     | 0      |
| 2011-2012       | KV Mechelen     | Jupiler Pro League | 28         | 0          | 5         | 0         | 1     | 0     | 34     | 0      |
| 2012-2013       | KV Mechelen     | Jupiler Pro League | 16         | 0          | 0         | 0         | 1     | 0     | 17     | 0      |
| 2013            | Guizhou Renhe   | Super League       | 25         | 1          | nvt       | nvt       | 4     | 0     | 29     | 1      |
| 2014            | Guizhou Renhe   | Super League       | 27         | 1          | nvt       | nvt       | 0     | 0     | 27     | 1      |
| 2015            | Guizhou Renhe   | Super League       | 23         | 0          | nvt       | nvt       | 0     | 0     | 23     | 0      |
| 2015-2016       | KV Mechelen     | Jupiler Pro League | 3          | 0          | 1         | 0         | 0     | 0     | 4      | 0      |
| 2016-2017       | KV Mechelen     | Jupiler Pro League | 15         | 0          | 0         | 0         | 1     | 0     | 16     | 0      |
| Carrière totaal | Carrière totaal | Carrière totaal    | 302        | 2          | 16        | 0         | 24    | 1     | 342    | 3      |

Bron: sport.be - sporza.be-[dode link]

## Interlandcarrière
In het najaar van 2009 werd bij Chen, die een Taiwanese vader heeft, gepolst door zowel China als Taiwan naar eventuele interesse om voor een van deze landen uit te komen. In juni 2010 hakte hij de knoop door en koos voor de Taiwanese nationaliteit. Op 3 juli 2011 maakte Chen zijn debuut voor Taiwan in een interland tegen Maleisië en zorgde meteen voor de winnende treffer door een strafschop te benutten.